# 张廷发
张廷发（1918年4月9日—2010年3月25日），福建沙县夏茂镇人，中国共产党、中华人民共和国政治人物，原副国级领导人。曾任第十一、十二屆中共中央政治局委员、中共中央军委委员、原空军司令员。1955年被授予空军少将军衔。
- 1958年任空军参谋长
- 1962年任空军副司令员兼参谋长
- 1975年任空军政委
- 1977年任空军政治委员、司令员、中共中央军委委员，常委
- 1977年至1985年任中共中央政治局委员
- 1985年月中国共产党全国代表会议和中国共产党第十三次全国代表大会上被选为中央顾问委员会委员
- 2010.3.25凌晨3点58分病逝于北京，终年92岁。他被官方稱為「中国共产党的优秀党员，久经考验的忠诚的共产主义战士，无产阶级革命家，我军杰出的军事领导人」

## 家庭
儿子：北京军区空军副司令员张鹏